# 池田達雄 (政治家)
池田 達雄（いけだ たつお、1960年1月12日 - ）は、日本の政治家。北海道北斗市長（2期）。元北斗市議会議員（4期）。元上磯町議会議員（2期）。

## 来歴
北海道上磯郡上磯町出身。上磯町立沖川小学校、上磯町立上磯中学校卒業。1978年（昭和53年）3月、北海道大野農業高等学校食品加工科卒業。同年4月、有限会社高藤金物店（現・株式会社タカフジ）に就職。1989年（平成元年）ジョイライフイケダ（のち株式会社イケダ、現在は閉業）を創業。
1998年（平成10年）、上磯町議会議員に初当選。2002年（平成14年）、再選。
2006年（平成18年）2月1日、上磯町と大野町が新設合併して北斗市が誕生。議員在任特例により北斗市議会議員に就任。その後、市議会議長を務める。
2017年（平成29年）12月16日、肺炎で入院中だった北斗市長の高谷寿峰が死去。高谷の死去に伴う市長選挙に立候補し、前市議の新関一夫との一騎打ちを制し初当選を果たした。選挙の結果は以下のとおり。
※当日有権者数：38,826人 最終投票率：49.86%（前回比：pts）
| 候補者名 | 年齢 | 所属党派 | 新旧別 | 得票数   | 得票率 | 推薦・支持 |
| -------- | ---- | -------- | ------ | -------- | ------ | ---------- |
| 池田達雄 | 58   | 無所属   | 新     | 10,411票 | 54.60% |            |
| 新関一夫 | 62   | 無所属   | 新     | 8,658票  | 45.40% |            |

2022年1月16日告示・23日投開票の市長選挙に無投票で再選。

## 市政
- 2020年（令和2年）7月21日、新型コロナウイルス対策の財源に充てるため、自身と副市長、教育長の12月期末手当を20％減額する条例案を市議会臨時会に提出した。同日、同条例案は可決された[7][8]。